# ČD-Baureihe 843
Die Fahrzeuge der ČD-Baureihe 843 sind vierachsige Dieseltriebwagen der České dráhy (ČD) für den Schnell- und Eilzugverkehr auf den nichtelektrifizierten Hauptbahnen in Tschechien. Zu den Triebwagen wurden Beiwagen der Reihe 043 und Steuerwagen der Reihe 943 beschafft, mit denen sie in aller Regel als Wendezug zum Einsatz kommen.

## Technische Merkmale
Der Wagenkasten ist eine selbsttragende Schweißkonstruktion mit gewalzten und gebogenen Profilen, die von außen mit Blechen aus Kohlenstoffstahl verkleidet sind. Für das Dach und den Boden wurden rostfreie Profilbleche verwendet. Die Drehgestelle des vierachsigen Motorwagens sind eine Schweißkonstruktion und mit dem Wagenkasten zweifach abgefedert. Die Bremsen im Drehgestell sind als Scheibenbremse mit Bremsscheiben an den äußeren Radflächen ausgeführt.
Das Innere des Wagenkastens besteht aus zwei Abteilen für die Reisenden, zwei Eingangsbereichen, dem Gepäckabteil und den zwei Führerständen für den Lokführer. Dem Fahrgastwechsel dienen eine elektropneumatisch gesteuerte zweiteilige und eine einteilige Schwenkschiebetür. Die Bestuhlung ist in der Anordnung 2+2 in gegenseitiger Anordnung ausgeführt. Dabei können die Sitzflächen zur Aufnahme sperriger Güter hochgeklappt werden. Die Fahrzeuge sind als Mittelgangfahrzeuge ausgeführt. Die Fenster sind als Seitenwandfallfenster ausgeführt und bestehen aus getöntem Doppelglas mit integriertem Sonnenschutz. Die Fahrzeuge sind behindertengerecht ausgeführt. Dabei besitzen sie eine Hebeplattform für mobilitätseingeschränkte Personen und eine behindertengerechte Toilette.
Die Triebwagen besitzen je zwei liegend eingebaute LIAZ-Dieselmotoren mit je 300 kW Antriebsleistung. Die Leistungsübertragung erfolgt elektrisch auf alle vier Achsen des Fahrzeugs. Die günstige Reibungslast erlaubt insbesondere einen wirtschaftlichen Einsatz auf neigungsreichen Strecken mit Beiwagen. Erstmals bei den ČD erhielten die Triebwagen eine Wendezugsteuerung. Zur Fahr- und Bremssteuerung des Triebwagens wird eine automatische Regulierung der Geschwindigkeit (ARR-Automatická Regulace Rychlosti) verwendet. Die Fahrzeuge sind mit fünf verschiedenen Bremsmöglichkeiten ausgerüstet; der direkt wirkenden Fahrzeugbremse, der indirekt wirkenden Traktionsbremse DAKO-P, der elektrischen Bremse, der mikroprozessorgesteuerten Ergänzungsbremse als Kombination der zwei letztgenannten und der Hand- und Feststellbremse. Bei unkontrolliertem Einsatz der automatischen Geschwindigkeitsregulierung bestand bei den Fahrzeugen unter extremen Minusgraden die Gefahr des Vereisens der auf der Außenfläche des Radkörpers angeordneten Bremsscheiben, so wie es im Jahr 2012 2× zwischen Kořenov und Tanvald vorgekommen ist.
Der Wagen wird mit einer unterflur angeordneten Heißluftheizung beheizt, welches die abfallende Wärme des Kühlkreislaufes der Dieselmotoren ausnützt. Die Führerstände sind mit einer Klimaanlage ausgerüstet. Die Mikroprozessorsteuerung und das Diagnosesystem ermöglichen eine Mehrfachsteuerung der zwei Motoren des Wagens sowie die Diagnostik aller Wagen in der Zugkomposition.

## Einsatz

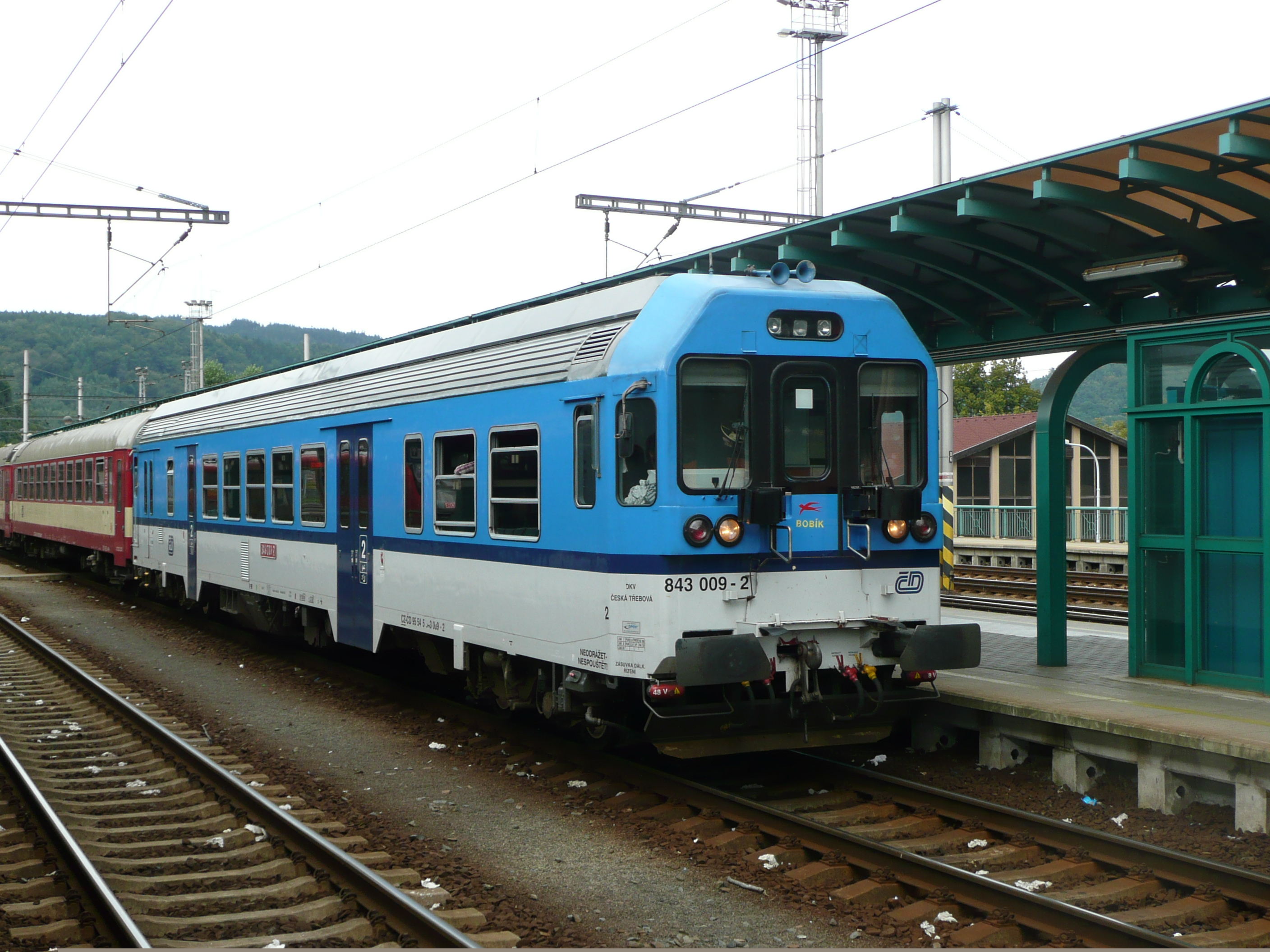
843 009 im „Najbrt-Design“ als Schnellzug Liberec–Ústí nad Labem (2011)

Die Fahrzeuge werden bevorzugt im Eil- und Schnellzugdienst auf nicht elektrifizierten Hauptstrecken mit mittlerem Verkehrsaufkommen verwendet. Der Einsatz als Wendezug ermöglichte erstmals den heute nicht mehr angebotenen durchgehenden Zuglauf Praha Masarykovo n.–Chomutov–Karlovy vary dolní n., in dessen Verlauf zweimal die Fahrtrichtung gewechselt wurde. Bemerkenswert war der Einsatz der Triebwagen im Schnellzugdienst über die 25-Promille-Rampen auf der Nordböhmischen Transversalbahn zwischen Liberec und Česká Lípa und auf den 33-Promille-Rampen des Schlesischen Semmerings.
In jüngerer Zeit werden die Fahrzeuge in ihren angestammten Einsatzgebieten durch modernere Fahrzeuge ersetzt. Grund hierfür ist der fehlende Barrierefreiheit, die von den zuständigen ÖPNV-Aufgabenträgern bei neuen Ausschreibungen in der Regel gefordert wird. Die Triebwagen werden deshalb zunehmend auf Nebenstrecken als Personenzug mit vielen Halten eingesetzt und übernehmen oft Leistungen der ausscheidenden ČD-Baureihe 854.

## Vorkommnisse auf der Bahnstrecke Liberec–Kořenov

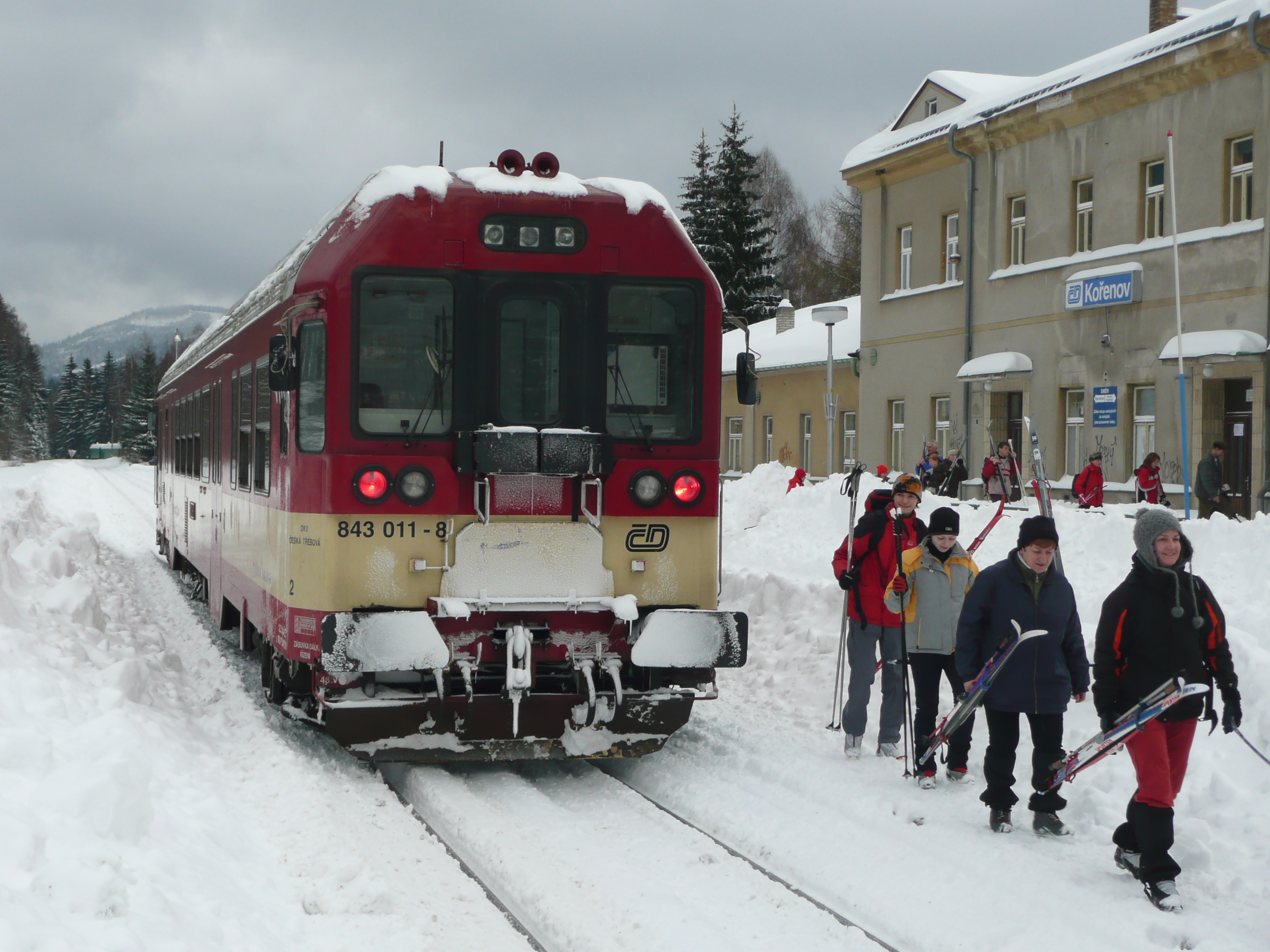
843 011 als Regionalbahn nach Harrachov (2010)

Eine Zeitlang (um 2008 bis 2012) waren die Triebwagen der Baureihe 843 auch im Einsatz auf der Bahnstrecke Liberec–Kořenov nach Harrachov. Die Züge waren meist in der Kombination Triebwagen + Steuerwagen (943) im Einsatz, um Rangierarbeiten einzusparen.
War man zum Anfang über die zugkräftigen und für die Steilstrecke ideal geeigneten Fahrzeuge im Vergleich zu den vorher eingesetzten Fahrzeugen der Reihe 810 froh, so zeigten sich im Laufe der Zeit auch einige Einschränkungen wegen der Gefahr des Vereisens der Bremsscheiben. Die Lokführer waren deshalb von der Eisenbahninspektion in Prag angehalten worden, bei Talfahrt stets die indirekt wirkende Traktionsbremse DAKO-P zu verwenden, damit sich die Bremsscheiben auch erwärmten, zumal es um die Zeit auch noch richtige Winter im Isergebirge gab. Für die Lokführer, die vorher noch Züge mit 810 + 010 + 810 in das Isergebirge transportiert haben, war dies keine Einschränkung, trotzdem ist es im Jahre 2012 2× vorgekommen, dass je ein Triebzug 843 + 943 bei Talfahrt von Kořenov nach Tanvald die Kontrolle im Steilstreckenabschnitt verlor. Der Zug hatte dabei am Ende des Steilstreckenabschnittes eine Geschwindigkeit von 87 km/h erreicht und bis dahin 3 Haltestellen überfahren. Erst bei der Glashütte Desna gelang es dem Lokführer, den Zug zum Halten zu bringen. Bei den Vorkommnissen, wo einmal auch 7 Fahrgäste im Zug mit saßen, gab es keine Verletzten und auch keine Materialschäden.
Die Triebwagen der Baureihe 843 wurden daraufhin von der Strecke nach Harrachov abgezogen und durch solche der Reihe 840 ersetzt.